# Штиглиц, Кристиан Людвиг
Кристиан Людвиг Штиглиц (нем. Christian Ludwig Stieglitz; 12 декабря 1756, Лейпциг — 17 июля 1836, Лейпциг) — немецкий юрист и историк архитектуры, член городского совета Лейпцига и пробст (настоятель) собора в Вурцене.

## Биография
Штиглиц происходил из уважаемой лейпцигской семьи, владевшей большим домом (двор Штиглицена) на рыночной площади Лейпцига. Он был внуком и сыном двух юристов с одинаковой фамилией: Христиана Людвига Штиглица (1677—1758) — его деда, а Христиана Людвига Штиглица (1724—1772) — его отца. Он учился в школе Святого Фомы (Thomasschule) у Иоганна Августа Эрнести, который также стал его опекуном после смерти отца; изучал право в Лейпцигском университете, где в 1784 году получил докторскую степень. В 1792 году Кристиан Людвиг был назначен мировым судьей. В 1801 году он стал городским судьей, а в 1823 году — проконсулом (заместителем бургомистра).
Будучи главным строителем городского совета, с 1804 года он отвечал за надзор по строительству. В этой должности он внёс значительный вклад в пересмотр Лейпцигского пожарного устава 1810 года, который в то время считался образцовым. В 1808 году он был принят в Баварскую академию наук в качестве члена-корреспондента.
Роль главного строителя соответствовала глубокому интересу Штиглица к архитектуре и истории архитектуры. Он стал одним из самых глубоких и изысканных экспертов в области городской архитектуры, как древней, так и современной, а также влиятельным исследователем в этой области истории искусств.
В своей иллюстрированной работе 1820 года «О древнегерманской архитектуре» (Von altdeutscher Baukunst) он представил первый обзор средневековой архитектуры в Германии и внёс значительный вклад в возрождение архитектуры готики и зарождающегося неоготического стиля.
В родном городе Лейпциге Штиглиц применял свои знания к строительным проектам своего времени. Однако от его практической деятельности по иронии судьбы ничего не сохранилось. В 1815 году вместе с теологом Вильгельмом Мартином Леберехтом де Ветте он представил проект памятника Битве народов в виде готического собора, но проект был отклонён). По его предложению в Английском саду на Променаденринге в Лейпциге были возведены готические ворота (1793—1794; снесены в 1840 году). Будучи проректором коллегиального капитула Вурцена, с 1817 года он вместе с деканом Иммануэлем Кристианом Леберехтом фон Ампахом и капитулом руководил реставрацией готического собора Святой Марии. Однако после очередной реставрации в 1931 году от этой работы ничего не осталось.
Под руководством Штиглица «Немецкое общество изучения национального языка и древностей» (Deutsche Gesellschaft zur Erforschung vaterländischer Sprache und Alterthümer), основанное как лингвистическое сообщество, в 1697 году переименованное в «Поэтическую коллегию» и возрожденное Иоганном Кристофом Готшедом в 1727 году как «Немецкое общество распространения немецкого языка», получило новый устав и в апреле 1827 года объединилось с «Саксонским обществом изучения и сохранения национальных древностей», основанным в 1824 году. До 1832 года Штиглиц был редактором ежегодных отчётов общества.
Штиглиц также увлекался поэзией, написав анонимно изданные «Сказки рыцарских времён» (1787) и поэму «Вартбург» (1801).
Его библиотека, унаследованная от отца, была продана с аукциона в Галле-ан-дер-Заале в 1837 году; каталог аукциона насчитывает 499 страниц. Составленная им коллекция древнегреческих монет, указанная в печатном Каталоге (Catalogus numorum veterum Graecorum quos ad artis historiam illustandam coligebat olim et notis suis illustrabat, 1837), была распродана после его смерти. Его сын, носивший то же имя, Кристиан Людвиг Штиглиц, стал судьей в Дрездене.
В 1898 году именем учёного названа Штиглицштрассе в районе Шлейсиг в Лейпциге.

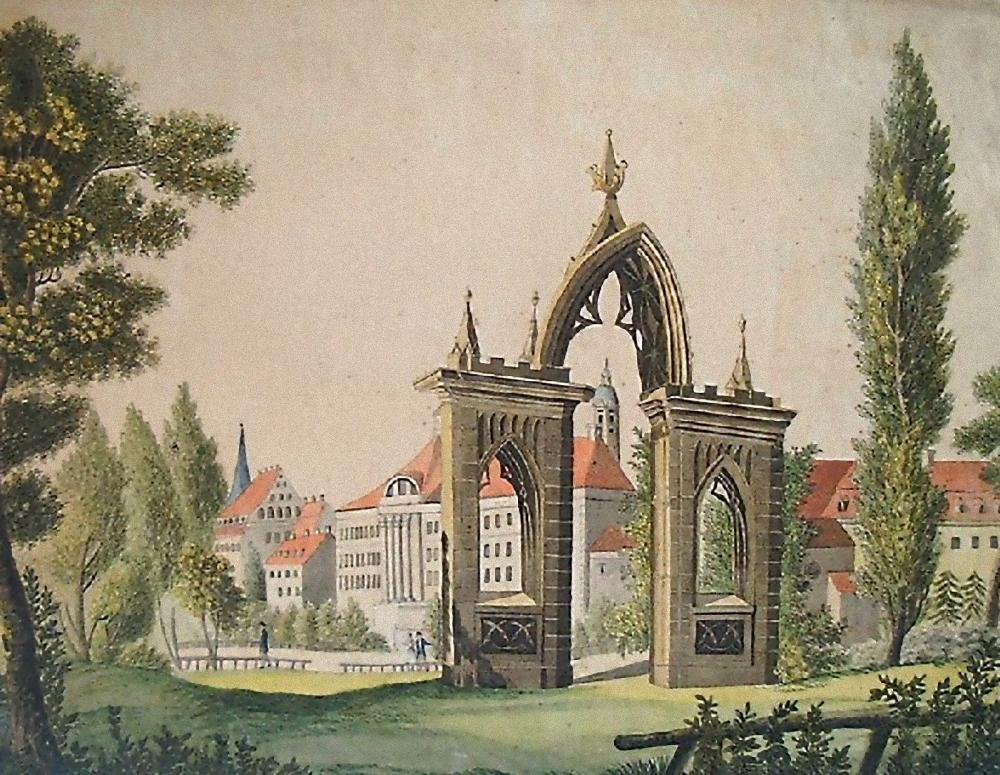
Готические ворота в Восточном парке Лейпцига. Ок. 1820. Акварель. Музей истории города, Лейпциг
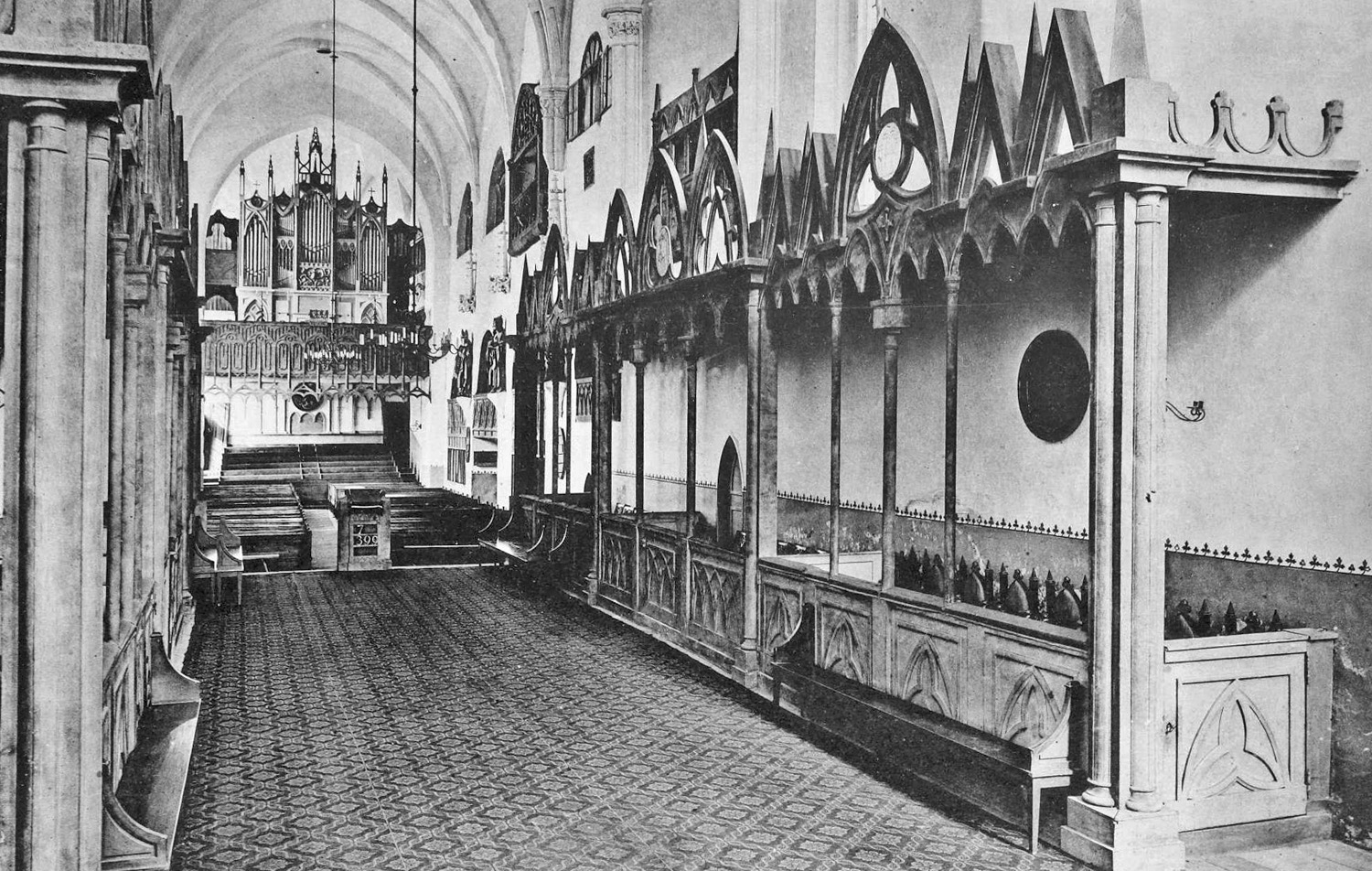
Неоготический хор собора в Вурцене, Саксония. Фотография 1900 г.

## Основные публикации
- De causis cur in Germania jus feudale Germanicum neglectum et jus feudale Longobardicum receptum sit. Dissertation 1784
- Zur Feier seines fünfzigjährigen Doktorjubiläums von seinem gleichnamigen Sohn neu herausgegeben Leipzig, 1834
- Erzehlungen aus den Ritterzeiten. Weißenfels; Leipzig 1787
- Versuch über den Geschmack in der Baukunst. Leipzig, 1788
- Geschichte der Baukunst der Alten. Leipzig, 1792
- Die Baukunst der Alten — ein Handbuch für Freunde der Kunst; nebst einem architektonischen Wörterbuche. Leipzig: Breitkopf & Härtel 1796
- Encyklopädie der bürgerlichen Baukunst, in welcher alle Fächer dieser Kunst nach alphabetischer Ordnung abgehandelt sind : ein Handbuch für Staatswirthe, Baumeister und Landwirthe. — Leipzig : Fritsch / Digitalisierte Ausgabe der Universitäts- und Landesbibliothek Düsseldorf
- Gemälde von Gärten in neuem Geschmack. Mit Kupfern. Leipzig, 1798, 2. Aufl. 1804
- Archäologie der Baukunst der Griechen und Römer. 2 Teile, mit Kupfern, Weimar 1801
- Zeichnungen aus der schönen Baukunst oder Darstellung idealischer und ausgeführter Gebäude Verfasserangabe mit nöthigen Erklärungen und einer Abhandlung über die Schönheit in der Baukunst begleitet von C. L. Stieglitz. 2., verb. Aufl. Leipzig: Voss, 1805
- Versuch einer Einrichtung antiker Münz-Sammlungen. Leipzig, 1809
- Ueber die Malerfarben der Griechen und Römer. Leipzig, 1817
- Archäologische Abhandlungen. Mit Kupfern, Leipzig, 1820
- Von altdeutscher Baukunst. Mit 34 Kupfertafeln in Folio 2 Bände (Text und Tafelband) Leipzig: G. Fleischer, 1820
- Ueber die Kirche der heiligen Kunigunde zu Rochlitz und die Steinmetzhütte daselbst. Leipzig, 1829
- Distributio numorum familiarum Romanarum ad typos accomodata. Lipsiae: Vogel, 1830
- Geschichte der Baukunst, vom frühesten Allerthume bis in die neueren Zeiten. 3 Abtheilungen 2. Aufl., Nürnberg, 1836
- Beiträge zur Geschichte der Ausbildung der Baukunst. 2 Bände, Leipzig, 1834
- Text zu Pultrich: Denkmale der Baukunst des Mittelalters in Sachsen. Leipzig, 1836